# Герцман, Михаил Львович
Михаил Львович Герцман (1 февраля 1945, Молотов — 30 января 2025, Сыктывкар) — российский композитор, председатель Союза композиторов Республики Коми, Заслуженный деятель искусств Российской Федерации (1995) и Республики Коми. Лауреат Государственной премии Республики Коми им. В. Савина.

## Биография
Окончил Ленинградскую консерваторию по специальности «композиция». Автор мюзиклов «Кошкин дом» (по мотивам одноимённой сказки-пьесы С. Я. Маршака), «Ожерелье Сюдбея», «Мальчиш-Кибальчиш» (по сказке А. П. Гайдара), «Тайна игрушечных сердец», балетов «Войпель» (по мотивам коми-зырянской мифологии), «Снежная королева» (по мотивам одноимённой сказки Х. К. Андерсена), «Вэрса» (коми Вöрса), «Стрекоза и муравей» (по мотивам одноименной басни И. А. Крылова, «Три поросенка» (по мотивам одноименной сказки С. В. Михалкова), «Барышня-крестьянка» (по мотивам одноимённой повести А. С. Пушкина), «Подари мне детство» (по мотивам повести-сказки А. де Сент-Экзюпери «Маленький принц»). Среди сочинений — две симфонии, три фортепианных концерта, концерт для скрипки с оркестром, струнный квартет, инструментальные сонаты, а также кантата, хоры, песни, музыка к драматическим спектаклям.
Герцман автор текста к нескольким песням Валерия Леонтьева:
- «Страна Любви» (кавер на песню The Rose Аманды Макбрум[англ.])
- «Бал» (муз. С. Краевского)
- «Было, но прошло» (муз. И. Крутого)
- «Всё прахом» (муз. Р. Муратова)
- «Не напоминай о себе» (муз. К. Бубнова)
- «Плюнь на всё» (муз. А. Потёмкина)
- «Последний вечер» (муз. А. Косинского)
- «Проблемы» (муз. А. Косинского)
- «Просто ты стала другой» (муз. А. Потёмкина)
- «Я не люблю» (муз. В. Леонтьева, Ю. Варума)

Герцман — автор романов «Тупица», «Тупица 2» и «Тупица 3».
Михаил Львович скончался 30 января 2025 года в Сыктывкаре после продолжительной болезни за два дня до 80-летия. Похоронен на Краснозатонском кладбище г. Сыктывкара.

## Награды
- Орден Дружбы (01.06.2013)
- Медаль ордена «За заслуги перед Отечеством» II степени (18.11.2004)
- Заслуженный деятель искусств Российской Федерации (19.10.1995)
- Почётный гражданин города Сыктывкара (2019)